# Al-Ahly

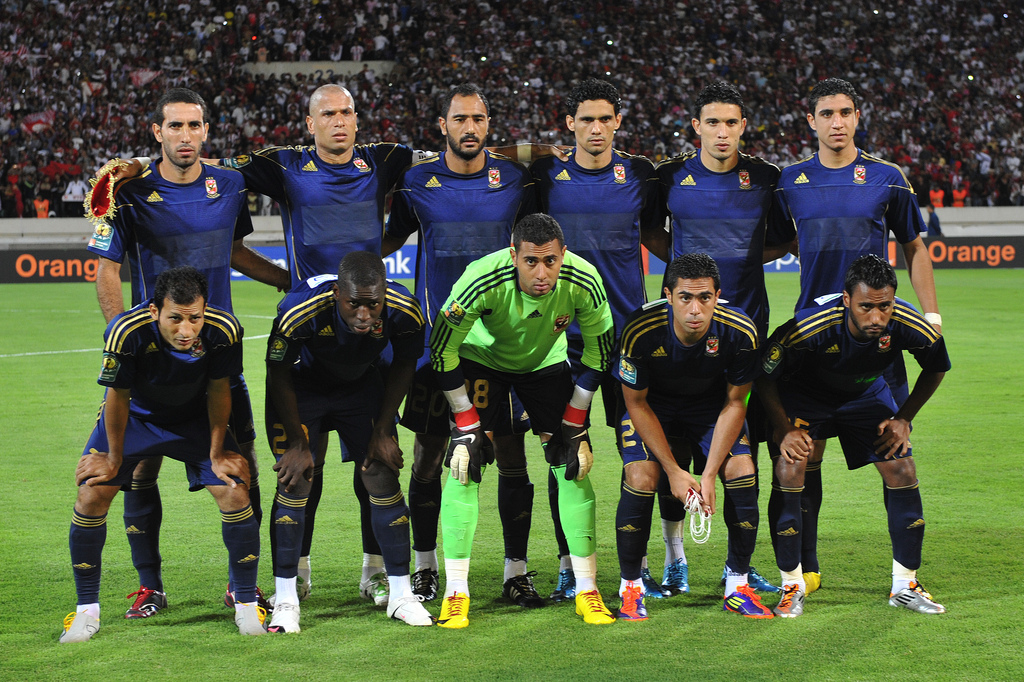
Team van 2011

Al-Ahly Football Club is een Egyptische voetbalclub uit Caïro. De club geldt als een van de beste en succesvolste clubs van Egypte en Afrika. Aartsrivaal van Al-Ahly is Al-Zamalek en wedstrijden tussen beide clubs zijn zeer heftig. Al-Ahly won in haar clubhistorie twaalfmaal de CAF beker voor landskampioenen / CAF Champions League en is hiermee titelrecordhouder. De laatste editie werd gewonnen in 2024.

## Geschiedenis
Al-Ahly werd op 24 april 1907 opgericht. De club won eenenveertig keer het landskampioenschap en won zesendertig keer de Egyptische beker. In 2000 werd Al-Ahly door de Afrikaanse voetbalbond CAF uitgeroepen tot Afrikaanse Club van de Eeuw.
In 2005 won Al-Ahly de CAF Champions League door in de finale het Tunesische Étoile Sahel te verslaan. Als Afrikaans kampioen nam de club in december 2005 deel aan het FIFA WK voor clubs. In de kwartfinale verloor Al-Ahly met 1–0 van het Saoedische Al-Ittihad. Ook de wedstrijd tegen Sydney om de vijfde plaats werd verloren (1–2), waardoor Al-Ahly op de laatste plaats eindigde op het wereldkampioenschap.
Na de winst van de CAF Champions League in 2006, ditmaal ten koste van het Tunesische Club Sportif Sfaxien, plaatste Al-Ahly zich opnieuw voor het wereldkampioenschap. Het toernooi van 2006 verliep beter en de Egyptische club startte met een 2–0-overwinning op Auckland City. In de halve finale was het Braziliaanse Internacional echter met 2–1 te sterk. Uiteindelijk eindigde Al-Ahly als derde. In de troostfinale tegen het Mexicaanse Club América bezorgde sterspeler Mohamed Abo Treka met twee doelpunten zijn club een 2–1 overwinning en daarmee de derde plaats.
Ter gelegenheid van het honderdjarig bestaan van de club speelde Al-Ahly op 24 april 2007 een vriendschappelijke wedstrijd tegen regerend UEFA Champions League-winnaar FC Barcelona. De wedstrijd eindigde in een 0–4-overwinning voor FC Barcelona door doelpunten van Javier Saviola, Bojan Krkić en Samuel Eto'o (twee).
In 2008 werd opnieuw de CAF Champions League gewonnen. Hiermee werd het de eerste club die voor de zesde keer het belangrijkste Afrikaanse clubtoernooi wist te winnen. In 2012, 2013, 2020, 2021, 2023 en 2024 werd opnieuw de CAF Champions League gewonnen.

## Voetbalrellen
Op 1 februari 2012 kwamen zeker vierenzeventig mensen om het leven in de Egyptische havenstad Port Said na de voetbalwedstrijd tussen Al-Masry en Al-Ahly. Supporters van de thuisploeg bestormden het veld na de 3–1 zege op Al-Ahly. Ze vielen spelers en fans van Al-Ahly aan, met onder meer stenen, flessen en vuurwerk. De vijandelijkheden werden buiten het stadion voortgezet. De Egyptische voetbalbond legde de hoogste profdivisie van het land, de Premier League, tot nader order stil in verband met het geweld. Een dag later maakte keeper Sherif Ekramy bekend dat het hele team na deze gebeurtenis nooit meer wil voetballen.
Sommigen beweren dat de rellen het gevolg waren van een voetbalruzie, maar volgens anderen ging het om een politieke kwestie.

## Erelijst
Nationaal
- Premier League (45)

1949, 1950, 1951, 1953, 1954, 1956, 1957, 1958, 1959, 1961, 1962, 1975, 1976, 1977, 1979, 1980, 1981, 1982, 1985, 1986, 1987, 1989,
1990, 1994, 1995, 1996, 1997, 1998, 1999, 2000, 2005, 2006, 2007, 2008, 2009, 2010, 2011, 2014, 2016, 2017, 2018, 2019, 2020, 2023, 2024, 2025 (record)
- Beker van Egypte (37)

1924, 1925, 1927, 1928, 1930, 1931, 1937, 1940, 1942, 1943, 1945, 1946, 1947, 1949, 1950, 1951, 1953, 1956, 1958, 1961, 1966, 1978,
1981, 1982, 1984, 1985, 1989, 1991, 1992, 1993, 1996, 2001, 2003, 2006, 2007, 2017, 2020 (record)
- Egyptische Supercup (11)

2003, 2005, 2006, 2007, 2008, 2010, 2012, 2014, 2015, 2017, 2018 (record)
- Sultan Hussein Cup (7)

1923, 1925, 1926, 1927, 1929, 1931, 1938 (record)
- Cairo League (16)

1925, 1927, 1928, 1929, 1931, 1934, 1935, 1936, 1937, 1938, 1939, 1942, 1943, 1948, 1950, 1958 (record)
- Egyptian Confederation Cup (1)

1989 (record)
- United Arab Republic Championship (1)

1961 (record)
Internationaal
- FIFA African–Asian–Pacific Cup (1)

2024 (record)
- African Cup of Champions Clubs / CAF Champions League (12)

1982, 1987, 2001, 2005, 2006, 2008, 2012, 2013, 2020, 2021, 2023, 2024 (record)
- African Cup Winners' Cup (4)

1984, 1985, 1986, 1993 (record)
- CAF Confederation Cup (1)

2014
- CAF Super Cup (8)

2002, 2006, 2007, 2009, 2013, 2014, 2021 (mei), 2021 (december) (record)
- Afro-Asian Club Championship (1)

1988
- Arab Club Champions Cup (1)

1996
- Arab Cup Winners' Cup (1)

1994
- Arab Super Cup (2)

1997, 1998 (record)

## Bekende (oud-)spelers
- Hossam Ghaly
- Sherif Ekramy
- Emad Moteb
- Mahmoud Al-Khatib
- Gilberto
- Hossam El-Badry
- Essam El-Hadary
- Ahmed Hassan
- Flávio Amado
- Hossam Hassan
- Ahmed El Sayed

## Bekende trainers
- Jo Bonfrère
- Manuel José
- Martin Jol
- Juan Carlos Garrido